# Chlorophytum somaliense
Chlorophytum somaliense är en sparrisväxtart som beskrevs av John Gilbert Baker. Chlorophytum somaliense ingår i släktet ampelliljor, och familjen sparrisväxter. Inga underarter finns listade i Catalogue of Life.